# Asymbolus
Asymbolus is een geslacht van grondhaaien uit de familie Pentanchidae en kent 9 soorten.

## Soorten
- Asymbolus analis (Ogilby, 1885) – Grijsgevlekte kathaai
- Asymbolus funebris Compagno, Stevens & Last, 1999
- Asymbolus galacticus Séret & Last, 2008
- Asymbolus occiduus Last, Gomon & Gledhill, 1999
- Asymbolus pallidus Last, Gomon & Gledhill, 1999
- Asymbolus parvus Compagno, Stevens & Last, 1999
- Asymbolus rubiginosus Last, Gomon & Gledhill, 1999
- Asymbolus submaculatus Compagno, Stevens & Last, 1999
- Asymbolus vincenti (Zietz, 1908) – Golfkathaai